# Ludwig von Ompteda (Beamter)
Ludwig Freiherr von Ompteda (* 18. Mai 1828 in Hoya; † 26. Januar 1899 in Wiesbaden) war ein preußischer Beamter und Hofbediensteter.

## Biographie
Er stammte aus der niedersächsischen Adelsfamilie Ompteda und studierte Jura in Lüneburg, Heidelberg, Berlin und Göttingen. In Heidelberg wurde er Mitglied des Corps Suevia Heidelberg. Ompteda legte 1849 sein erstes, 1852 sein zweites Staatsexamen ab. In Hannover war er zunächst als Hilfsrichter tätig.
1858 wurde er Referent im königlich-preußischen Finanzministerium. Er kam in Kontakt zum Kronprinzenpaar Friedrich und Victoria, die er sehr verehrte. Wie die beiden missbilligte er die Politik Bismarcks, der ihm unfreundlich gegenüberstand.
1883 wurde er zum Kammerherrn der Kaiserin Augusta und zum Schlosshauptmann von Homburg ernannt.
Bereits 1886 erhielt er von Kronprinzessin Victoria den Geheimauftrag, in der Rheingegend nach einem Ruhesitz für sie Ausschau zu halten. Doch erst nach dem Tod Kaiser Friedrichs III., im Frühsommer 1888, betrieb er die Suche intensiv und erwählte das Schlösschen Schönbusch, das dem Frankfurter Kaufmann Jacques Reiss als Sommersitz diente, in Kronberg im Taunus. Am 1. Oktober kaufte Victoria, die sich seit dem Tod Friedrichs III. Kaiserin Friedrich nannte, das Schloss und erhielt von ihrem Sohn Wilhelm die Erlaubnis ihr neues Schloss „Friedrichshof“ nennen zu dürfen. Als Generalbevollmächtigter der Kaiserin überwachte Ompteda die Bauarbeiten.
Die Kaiserin wünschte den Nachweis, dass sie von den Kronberger Herren abstammt. Mit seinem Buch Die von Kronberg und ihr Herrensitz. Des Geschlechtes Ursprung, Blüte, Ausgang; der Burg Gründung, Ausbau, Niedergang, Zerfall, Wiederherstellung; eine kulturgeschichtliche Erzählung aus elf Jahrhunderten, 770 bis 1898, in dem manche historische Begebenheit von ihm nicht korrekt wiedergegeben ist, um die Verwandtschaft zu bestätigen, legte er aber auch ein ausführliches und umfangreiches Werk über die Kronberger Geschichte vor, das fast 100 Jahre lang als Standardwerk galt.

## Werke
- Die von Kronberg und ihr Herrensitz : eine kulturgeschichtliche Erzählung aus elf Jahrhunderten 770 bis 1898. Frankfurt a. M. : Keller, 1899. Digitalisat
- Ein hannoversch-englischer Offizier vor hundert Jahren: Christian Friedrich Wilhelm Freiherr von Ompteda ... 26. Nov. 1765 bis 18. Juni 1815. Leipzig: Hirzel 1892.

engl.: In the King's German legion. Memoirs of Baron Ompteda, colonel in the King's German legion during the Napoleonic wars. London: Grevel 1894 (Digitalisat im Internet Archive)
- Aus England : neue Bilder aus dem Leben in England. Berlin : Hofmann, 1882.
- Rheinische Gärten von der Mosel bis zum Bodensee : Bilder aus alter und neuer Gärtnerei. Berlin : Parey, 1886. Digitalisierte Ausgabe der Universitäts- und Landesbibliothek Düsseldorf